# Маріан Котлеба
Маріан Котлеба (словац. Marian Kotleba; нар. 7 квітня 1977, Банська Бистриця, ЧССР) — ультраправий словацький політик неонацистського спрямування, симпатизує Йозефу Тісо та Першій Словацькій республіці, Володимиру Путіну, відкрито виступає проти циган, НАТО, США та Євросоюзу, засуджує словацьке національне повстання, лідер антисемітської, популістської, проросійської партії «Котлеба — Народної партії Наша Словаччина», колишній жупан Банськобистрицького краю.

## Життєпис
Маріан Котлеба народився 7 квітня 1977 року в місті Банська Бистриця, ЧССР. Має двох братів Марека та Мартіна. Закінчив школу імені Йозефа Мургаша, навчався у спортивній гімназії Банської-Бистриці. Після закінчення гімназії вступив до університету Матея Бела, який закінчив зі ступенем магістра в галузі педагогіки (вчитель інформатики), згодом отримав ступінь магістра у галузі економіки.

### Політична діяльність

Маріан Котлеба (в центрі) зі своїми послідовниками

Котлеба та його прихильники намагалися взяти участь у виборах 2006 року, створивши для цього власну партію «Словацька громада — національна партія» («Slovenská pospolitosť — národná strana»). Проте політичне утворення було розпущене за рішенням Верховного суду на підставі її антиконституційної діяльності. Його члени невдовзі увійшли до складу крихітної «Партії прихильників вина», яка існувала з 2000 року. Такий крок дозволив ультраправим уникнути необхідності зібрання 10.000 підписів для реєстрації нового політичного суб'єкта. В травні 2009 партія змінила свою назву на «Народну партію соціальної солідарності», а з 21 лютого 2010 почала іменуватися як «Народна партія — Наша Словаччина».
Програма ĽSNS передбачає «звільнення Словаччини від рабства міжнародних банкірів», заміну євро на словацьку крону, патерналізм з економічних питань, відмову від можливості укладення громадського партнерства, скорочення кількості парламентаріїв від 150 до 100 членів, виведення збройних сил з усіх зарубіжних місій, вихід з ЄС і НАТО. «Наша Словаччина» радикально критикує нинішнє керівництво країни і зовнішню політику держави.
Партія активно просуває політичні кампанії: антимігрантського і антимусульманського характеру, апелюючи при цьому до захисту словацької національної ідентичності і традиційних християнських цінностей. Відкритою є неприязнь партії і до представників ромської меншини країни. Її члени звинувачують циган у «виснаженні системи соціального забезпечення» через те, що, як правило, багатодітні сім'ї циган отримують більший обсяг допомоги для дітей у порівнянні з етнічними словаками. Вони також звертають увагу на будівництво ромами незаконних поселень, називаючи останніх «паразитами» і «екстремістами», що тільки «крадуть, ґвалтують та вбивають».

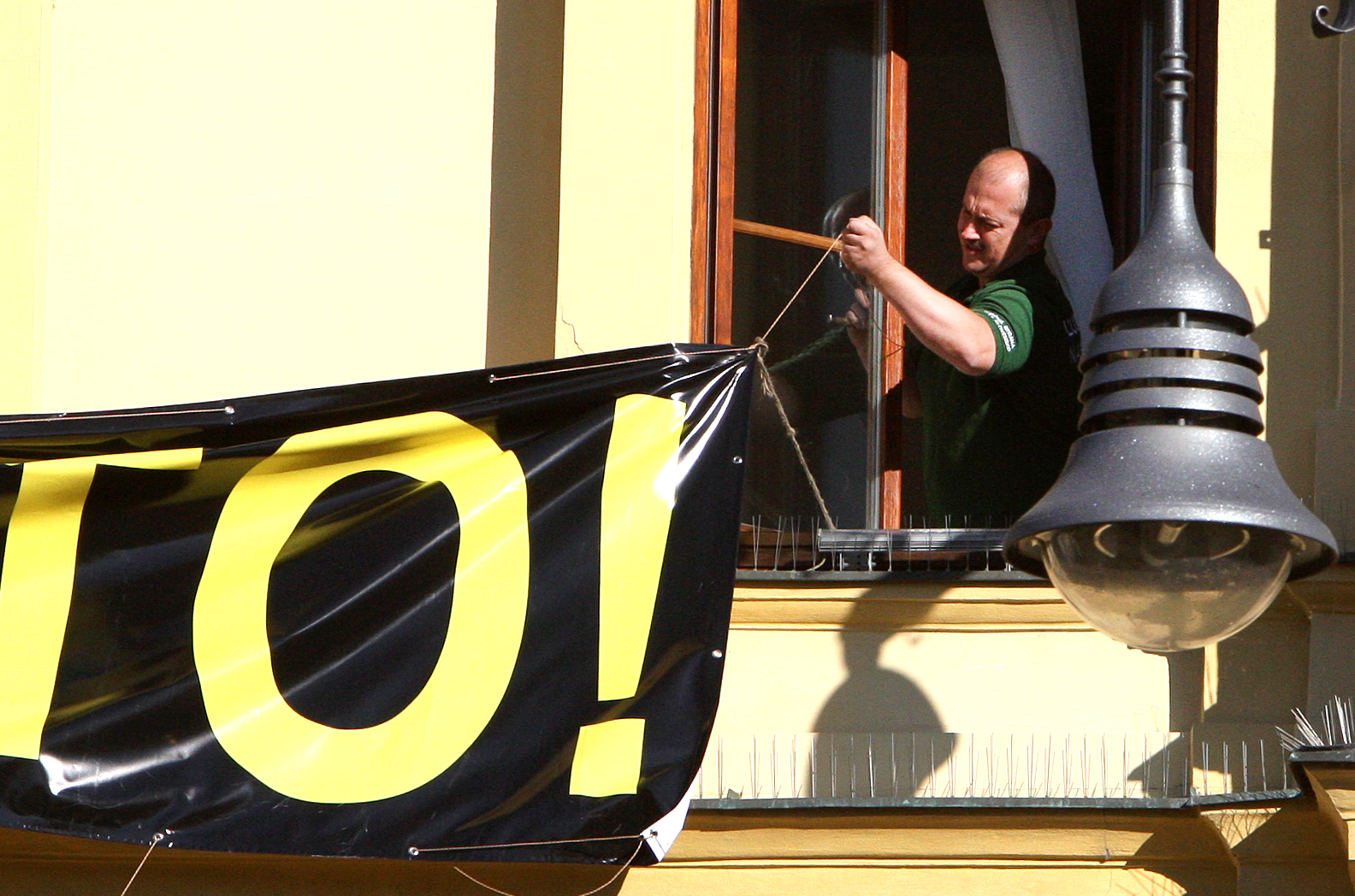
Котлеба вивішує антинатівський банер над крайовою радою в Банській Бистриці, 29 серпня 2014

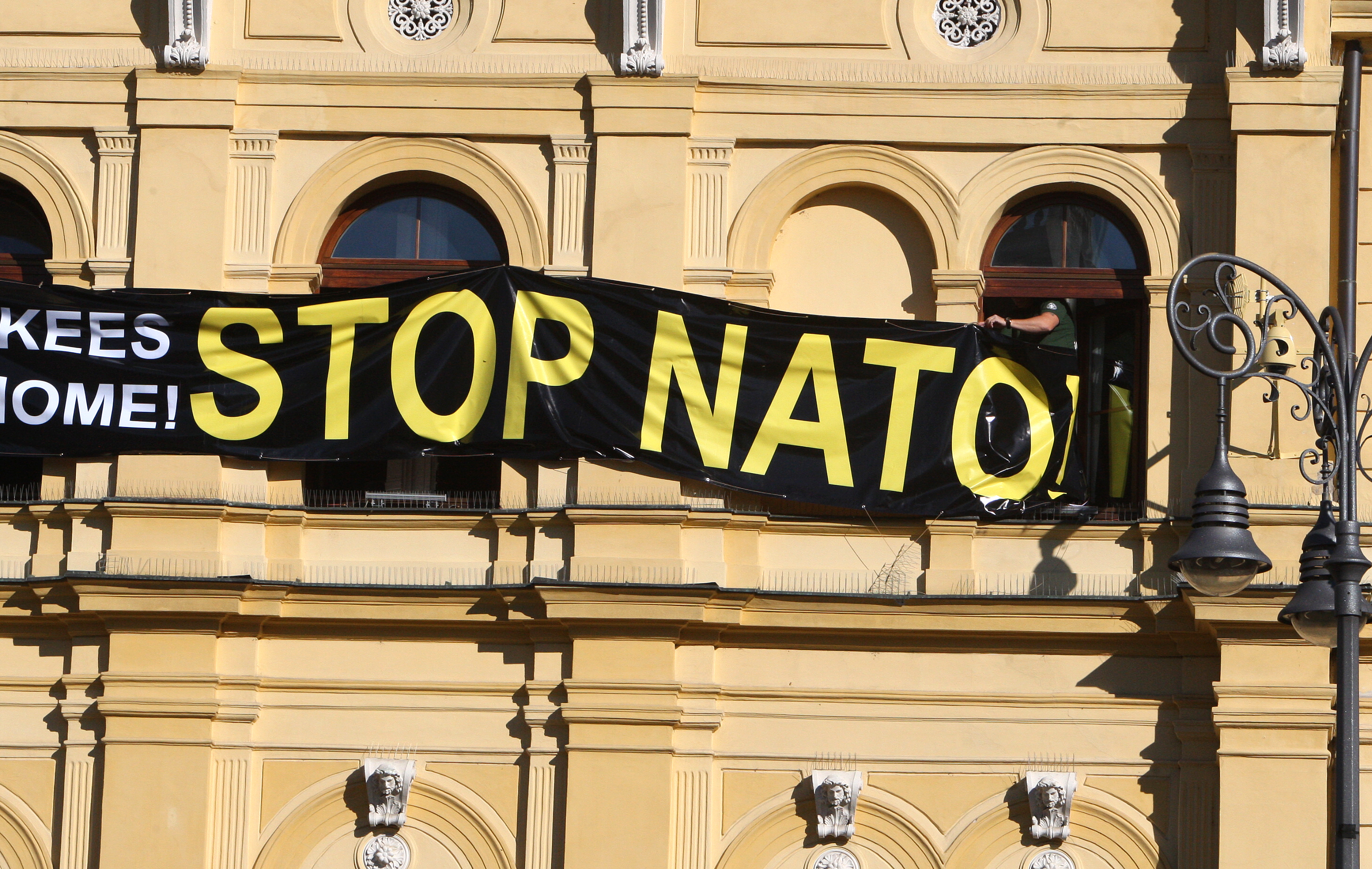
Котлеба вивішує антинатівський банер над крайовою радою в Банській Бистриці

Однією із ініціатив ĽSNS стало створення так званих патрулів «громадського порядку» на борту поїздів, щоб «захистити гідних пасажирів» від «нападників», тобто від циган. Незважаючи на заяви представників держави, що така діяльність суперечать закону, ĽSNS це не зупинило. Тільки у жовтні 2016 року парламент зумів внести поправки в закон, заборонивши створення «патрулів». Натомість партія, починаючи ще з 2012, зайнялась організацією напіввоєнізованих структур під виглядом громадської організації «Народна гвардія». Об'єднання передбачало чітку ієрархію своїх членів: головнокомандувач, командири підрозділів, регіональні керівники і місцеві командири. Міністерство внутрішніх справ відмовилося зареєструвати асоціацію, а в червні 2016 року Верховний суд підтвердив, що рішення відомства було абсолютно законним.
Маріан Котлеба переміг на місцевих виборах жупана у Банськобистрицькому краї. У другому турі Маріан Котлеба набрав 55,5 % голосів, обійшовши владного міністра Володимира Манька. Перемога радикального правопопуліста відзначилася вкрай малою явкою — тільки 17 %. В результаті парламентських виборів у березні 2016 року партія здобула підтримку 8,04 % виборців, провівши в однопалатний словацький законодавчий орган 14 депутатів.
Незадовго до парламентських виборів 2016 року Котлеба змінив назву своєї партії «Народна партія-наша Словаччина» на «Котлеба — Народна партія Наша Словаччина». Згідно передвиборчими опитуваннями партія могла розраховувати на 1,5 % -2 % голосів, але за підсумками виборів вона отримала 8 % голосів, посівши таким чином п'яте місце.

## Політичні погляди
До обрання жупаном Банськобистрицького краю Маріан Котлеба полюбляв з'являтися на публіці у костюмі, що нагадує форму фашистських ополченців з організації «Глінкова гвардія», яка існувала у Словаччині в роки Другої світової війни.
Українську «Революцію гідності» Маріан Котлеба назвав актом тероризму.
Маріан Котлеба назвав зрадниками тих словацьких депутатів Європейського парламенту, які проголосували за введення в ЄС системи квот на прийом мігрантів
.